# Szandra McCrory
Szandra McCrory, geborene Geller (* 15. Juni 1978 in Budapest) ist eine ehemalige österreichische Basketballspielerin.

## Laufbahn
Die aus einer Basketballfamilie stammende 1,74 Meter große Aufbauspielerin durchlief die Nachwuchsabteilung des UBC Wels. Ihr Vater Peter Wolf war Nationalspieler. 1994 wurde sie mit den Welser Damen österreichische Meisterin. 1994 wechselte sie zum UBBC Herzogenburg, mit dem sie 1996 ebenfalls die Staatsmeisterschaft errang. Sie spielte bis 1997 in Herzogenburg, dann 1997/98 erneut in Wels.
In der Saison 1998/99 weilte sie in den Vereinigten Staaten, studierte und spielte an der Western Illinois University. 1999/2000 war sie Spielerin des GAK in Graz, von 2000 bis 2003 erneut in Herzogenburg. 2004 wurde sie mit Wels wieder Staatsmeisterin.
Zwischen 2005 und 2007 stand sie in Diensten des deutschen Zweitligisten TSV Nördlingen, während ihr Ehemann, der Kanadier Tony McCrory, für Nördlingens Herrenmannschaft auflief.
Von 2009 bis 2013 war sie Spielerin von Uni Basel und 2013/14 des BC Alte Kanti Aarau, jeweils in der Schweiz. Sie bestritt 24 Länderspiele für Österreich.